# Hrabstwo Flagler
Flagler – hrabstwo w stanie Floryda w USA. Populacja liczy 95 696 mieszkańców (stan według spisu z 2010 roku).
Powierzchnia hrabstwa to 1478 km² (w tym 222 km² stanowią wody). Gęstość zaludnienia wynosi 76,19 osoby/km².

## Miejscowości
- Bunnell
- Flagler Beach
- Palm Coast
- Marineland
- Beverly Beach